# شجاع الدين التركستاني
شجاع الدين هبة الله بن أحمد بن معلى بن محمود التركستاني أحد فقهاء وأصوليي المذهب الحنفي. ولد سنة 671 هـ. من مؤلفاته: شرح العقيدة الطحاوية: في عقيدة أهل السنة والجماعة، تبصرة الأبرار في شرح المنار، المثال، الإرشاد. توفي سنة 733 هـ.